# Ozzie Newsome
Ozzie Newsome Jr. (Muscle Shoals, Alabama, 16 de marzo de 1956), más conocido como Ozzie Newsome, es un exjugador profesional estadounidense de fútbol americano que se desempeñó en la posición de tight end en la National Football League (NFL). Es miembro del Salón de la Fama del Fútbol Americano Profesional.

## Carrera
Newsome jugó como profesional trece temporadas en Cleveland Browns (1978-1990), equipo en el que se retiró.

## Reconocimiento
El 7 de agosto de 1999, ingresó como miembro al Salón de la Fama del Fútbol Americano Profesional.